# Ізабелова масть

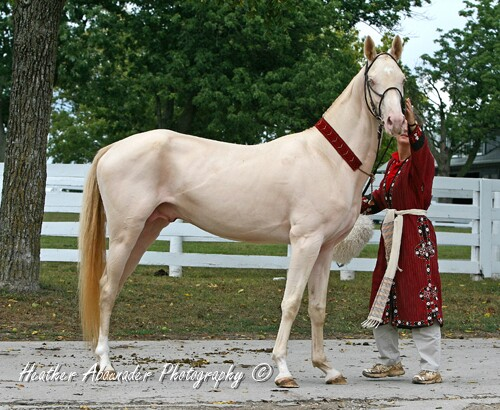

Ізабелова масть — одна з похідних мастей коней, що виникла внаслідок генетично обумовленого явища амеланізму, часткової втрати або ослаблення пігменту коней. Лошата ізабелової масті народжуються молочними чи кремовими на вигляд, з рожевою шкірою, світлим копитним рогом та блакитними очима.

## Опис

### Головні ознаки
- Шкіра рожевого кольору, зрідка помітне ластовиння шкіри, що означає суттєве зменшення кількості пігментних клітин.
- Кольорова гама шерсті та волосся від молочно-білого, кремового, бежевого, до кольору топленого молока, кольору кави з молоком.
- Очі забарвлені у блакитний колір, відтінки варіюють від бірюзового до ясно-синього, але обов'язкового блакитного.
- Якщо у коня присутні білі відмітини чи ряба масть, то білі плями можна роздивитись на кремовому фоні, що означає неповну відсутність пігменту в ізабеловій масті.

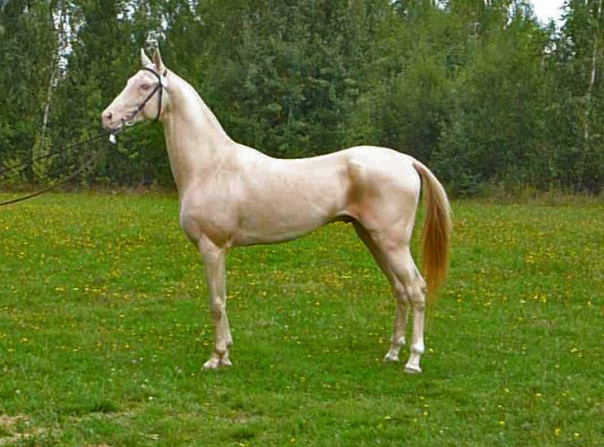
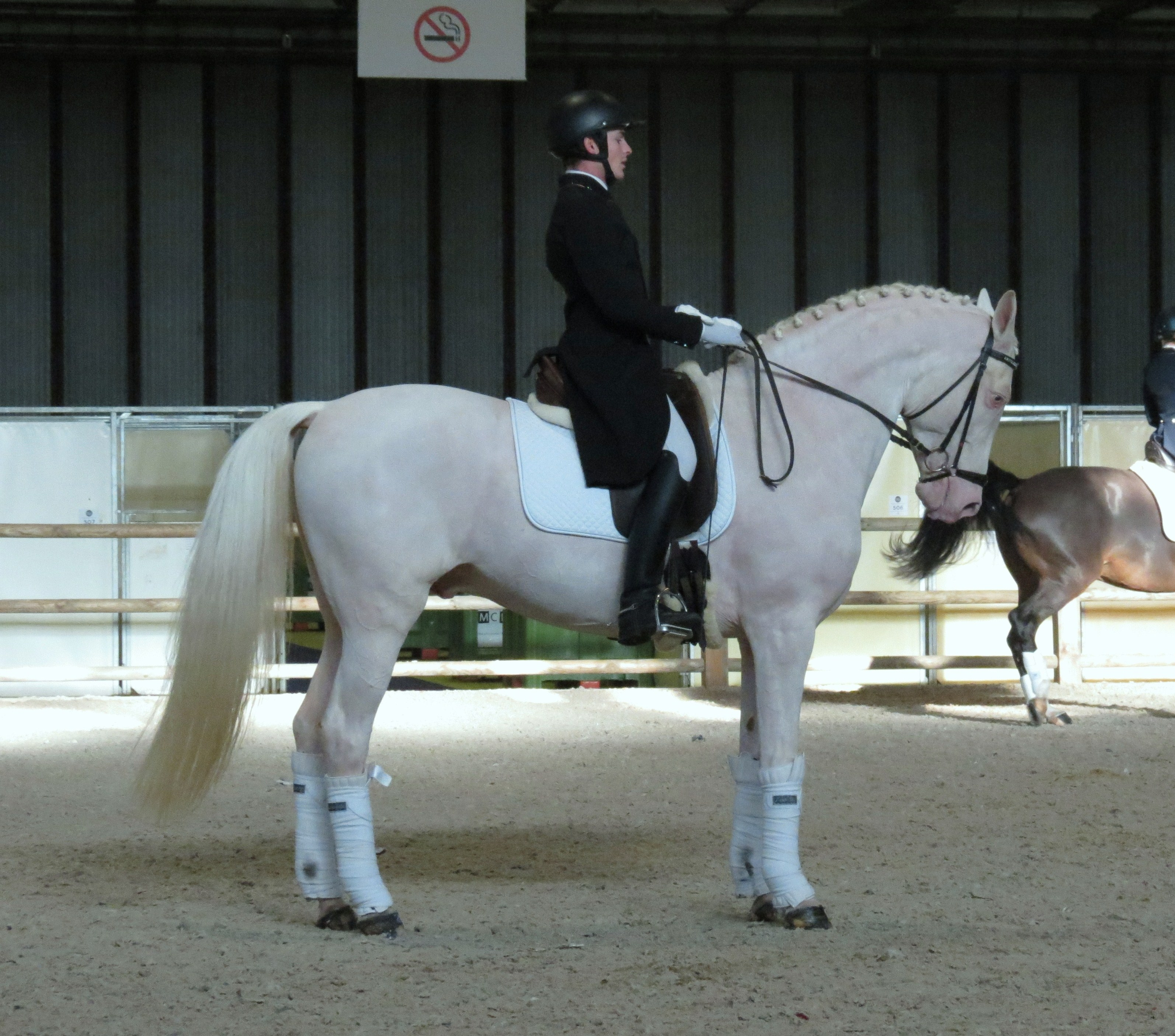
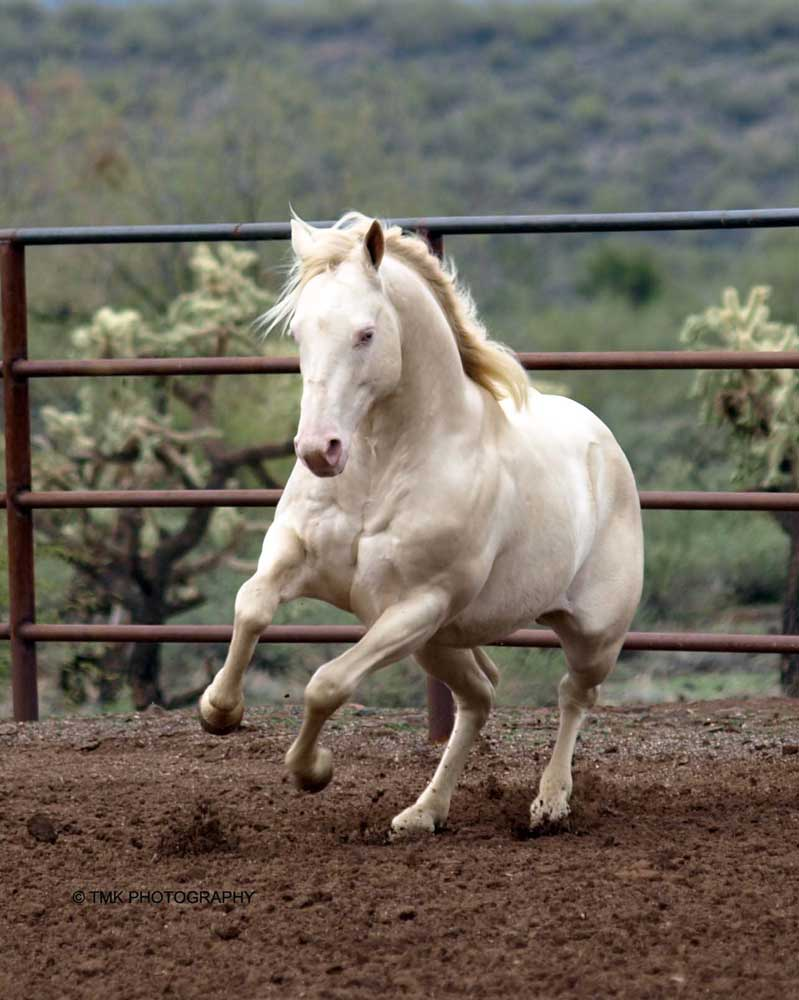
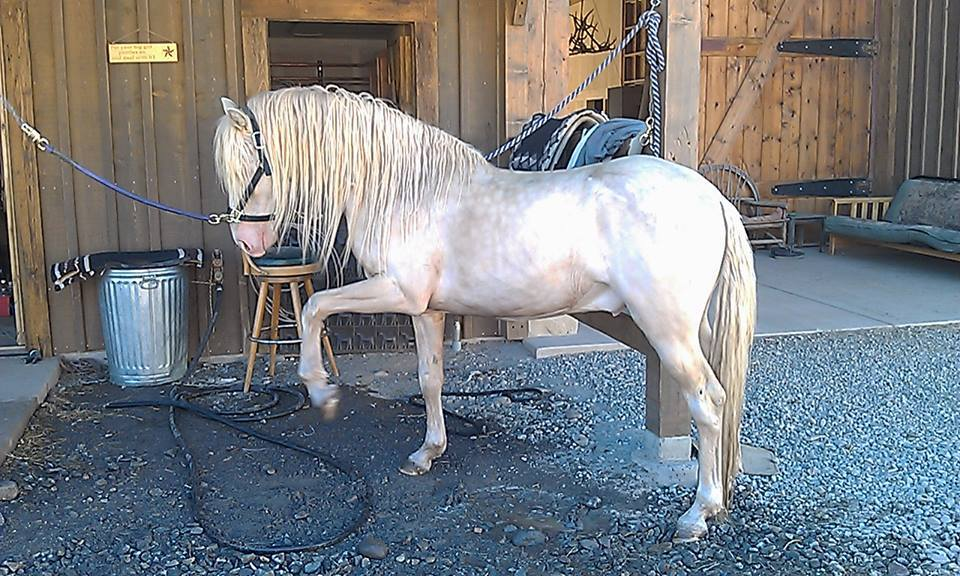
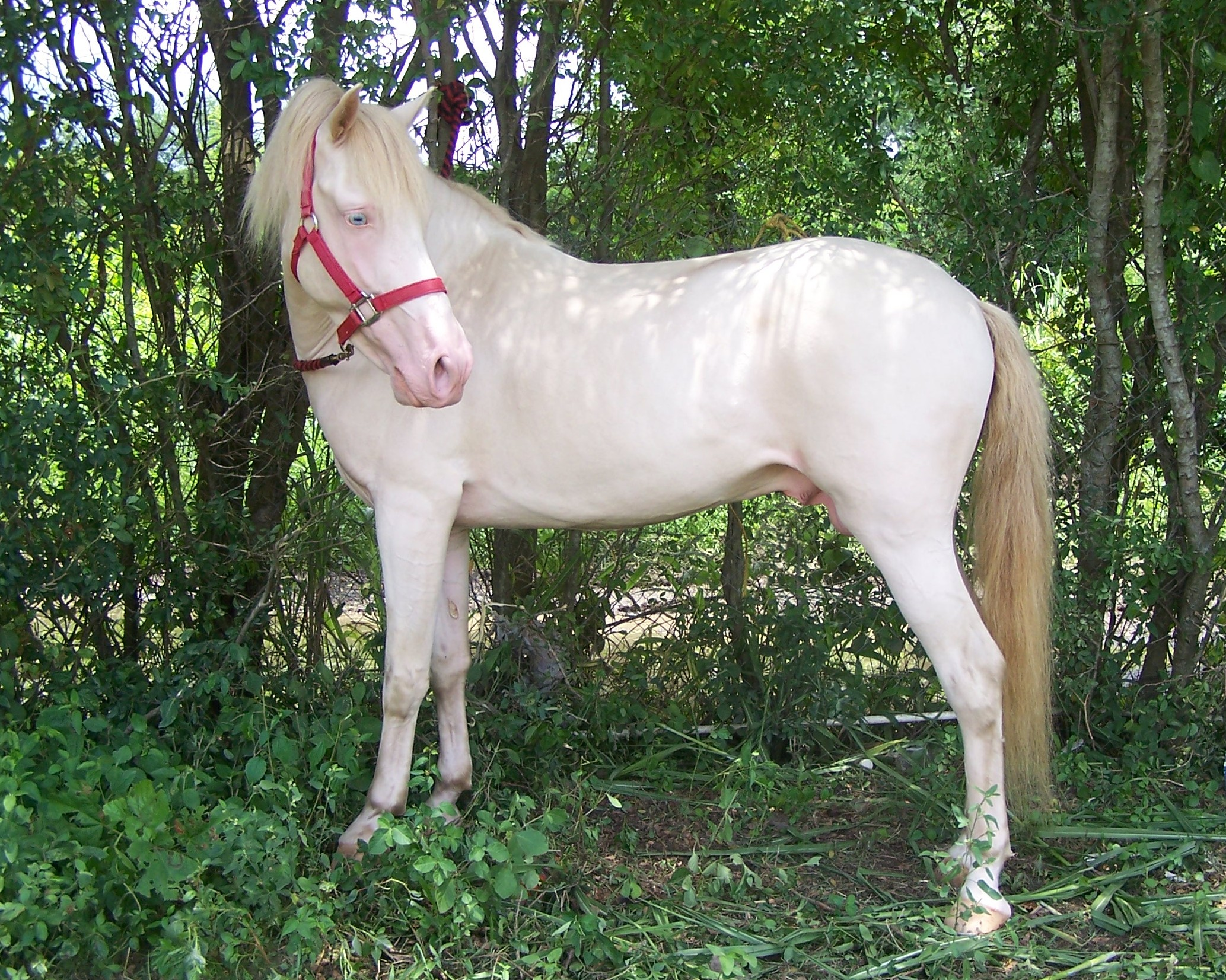
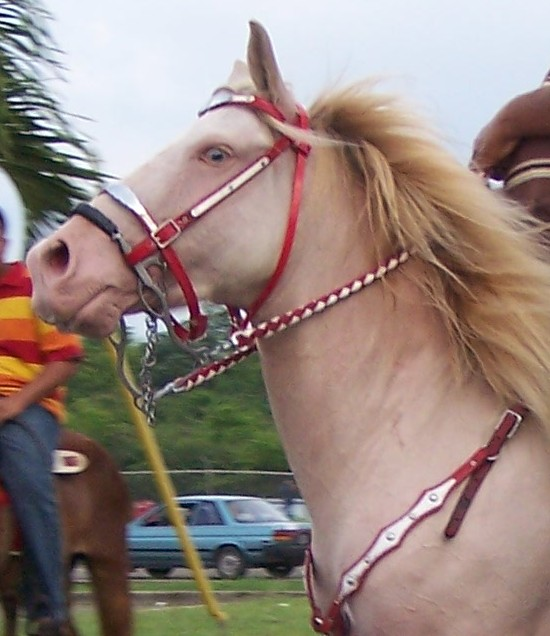
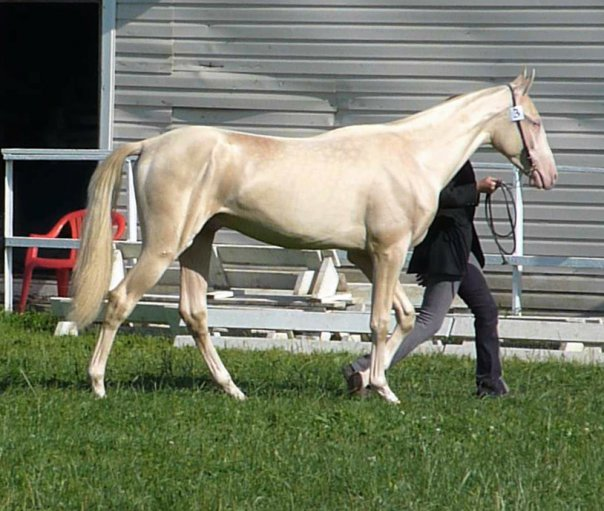
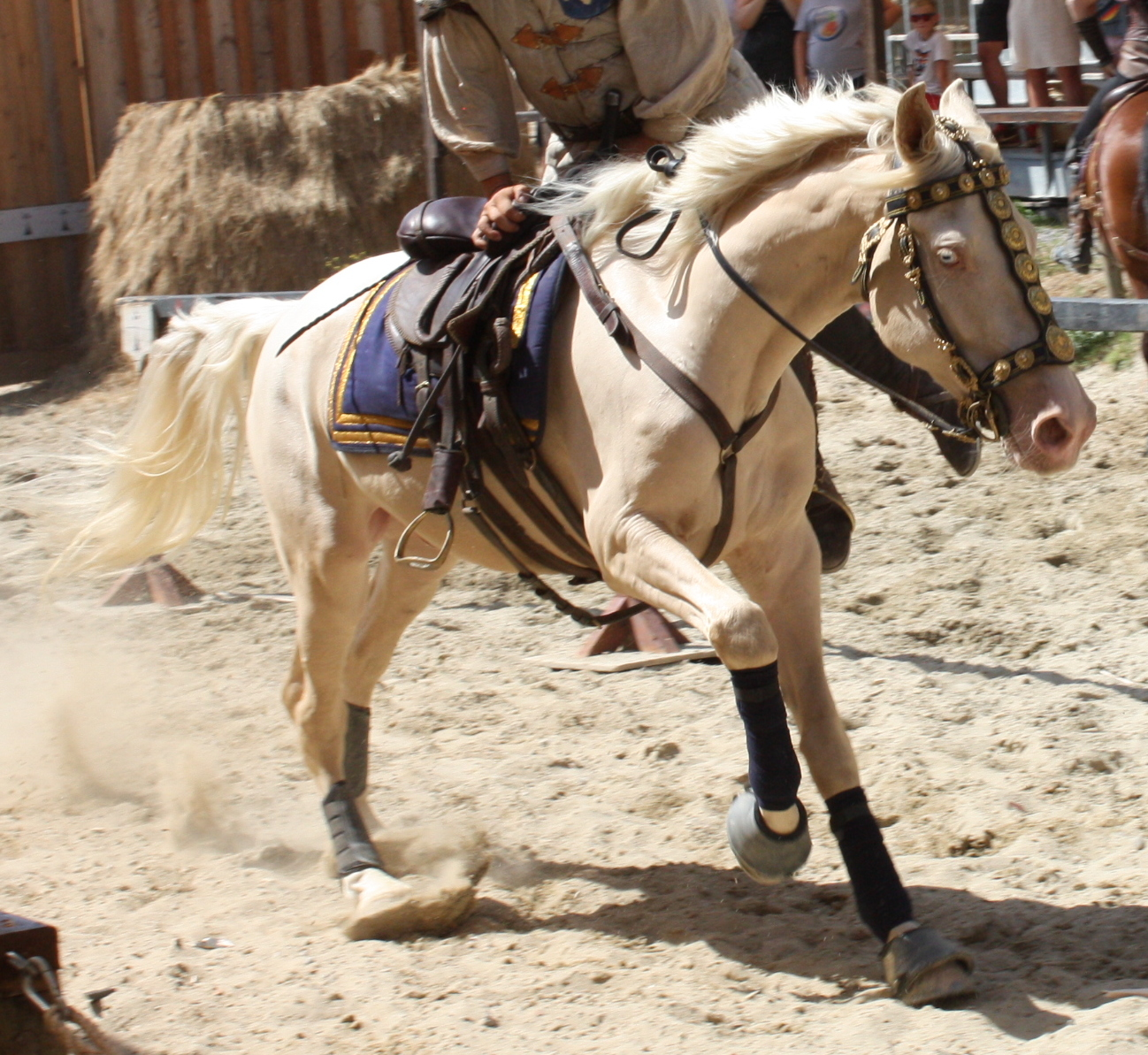
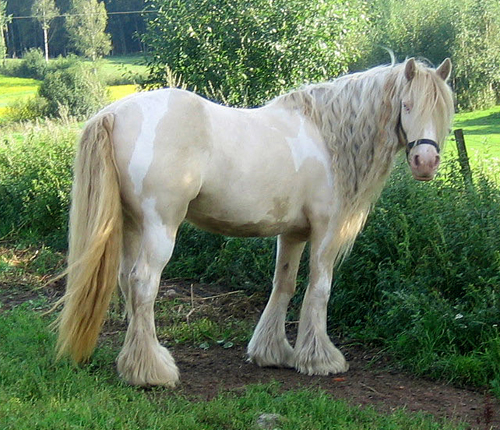

### Типові помилки
Ізабелова масть має власне генетичне підґрунтя і цілий спектр відтінків, проте її доволі часто плутають з проявом альбінізму. Альбінізм є сукупністю захворювань пов'язаних з частковою або тотальною депігментацією, амеланізмом, гіпомеланізмом і їх наслідків на живий організм, а не лише особливістю пігментації тварин. Оскільки коні ізабелової масті не мають відповідних захворювань, то їх не називають альбіносами. До того ж, до окремої, кремової категорії мастей коней - ізабелової масті - не відносять:
- Білу масть, рябу масть та білі відмітини – білі плями, якщо такі є, помітні на ізабеловій масті, а отже, ці масті не ототожнюють через різницю в закладених механізмах та генетиці - явища повної депігментації (відсутності пігменту в певних областях чи по всьому тілу) та амеланізму (суттєвого зменшення кількості пігментів в організмі).
- Сіру масть – сірі лошата з темними базовими мастями не народжуються кремовими, а шкіра залишається темною, особливо для представників з таким тлом як гніда, ворона, руда, булана, солова тощо, що дає можливість однозначно встановити різницю між цими мастями.
- Солову масть – коні солової масті за умовчуванням мають темну шкіру, копита та пігментовані очі (горіхові, янтарні), окрім випадків, коли в них присутні білі відмітини, що не пов'язано з ізабеловою мастю.

## Поширення
Ізабелова масть може зустрітись лише в тих породах, де є кремовий тип мастей (з буланими, соловими, попільно-вороними представниками). Раніше цієї масті намагались уникати через забобони щодо чутливості та хворобливості будь-яких альбіно-подібних тварин, з досягненнями ветеринарної медицини та генетики було виявлено, що стан здоров'я ізабелових коней прирівнюється до коня будь-якої іншої масті. Тому зараз все частіше можна побачити ізабелову масть в ахалтекінській, чистокровній верховій, торійській, лузитано, ірландській упряжній, білоруській упряжній, багатьох порід поні та безпородних коней. Ізабелової масті немає в арабській чистокровній, гуцульській, в більшості порід ваговозів, аборигенних коней та породах коней, що виводились без цієї масті.

## Генетика
Генотип ізабелових коней пов'язаний з гомозиготним набором алелів генів кремового типу мастей, домінантних алелів Cream гену SLC45A2. Гетерозиготний набір алелей формує одинарно-кремову масть – солову з рудої, булану з гнідої, попільно-ворону з вороної. Гомозиготний набір алелів Cream формує подвійно-кремову – ізабелову масть з цими ж базовими мастями, які не мають науково-доведеної фенотипової різниці, проте так само відмінні генетично. Зустрічаються коні з багатьма комбінаціями генів поза Extension та Cream, тоді масть має відповідну до її генотипу назву - ізабелово-савраса, ізабелово-ряба, ізабелово-чубара тощо, проте візуально виявити ознаки інших мастей, що присутні разом з ізабеловою, надзвичайно важко, а іноді неможливо.

## Символізм

Коні ізабелової масті у живописі.
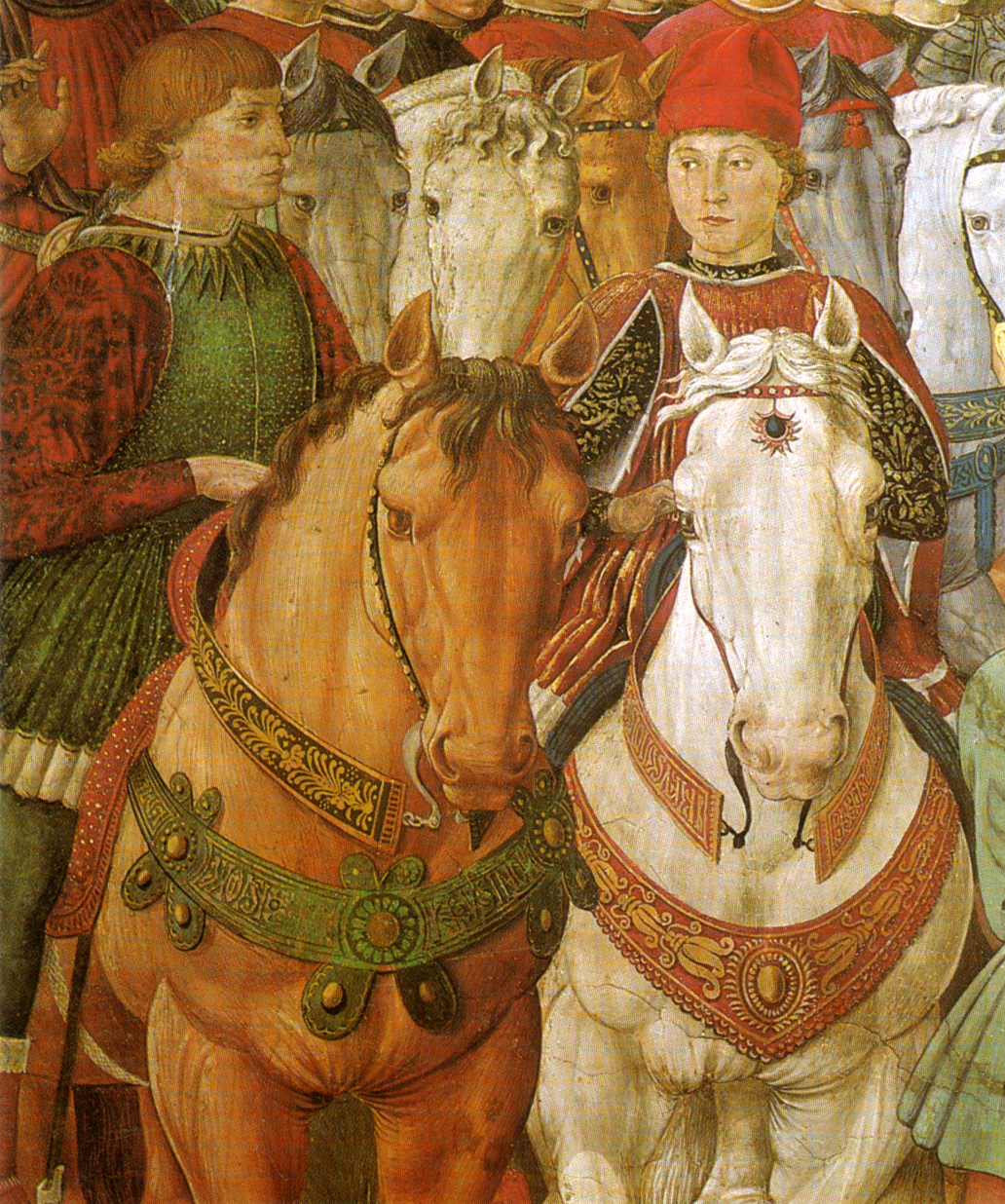
Фрагмент фрески з Каплиці волхвів з Галеаццо Марія Сфорца та Сиґізмондо Малатеста, 15 ст., італійський художник Беноццо Ґоццолі.
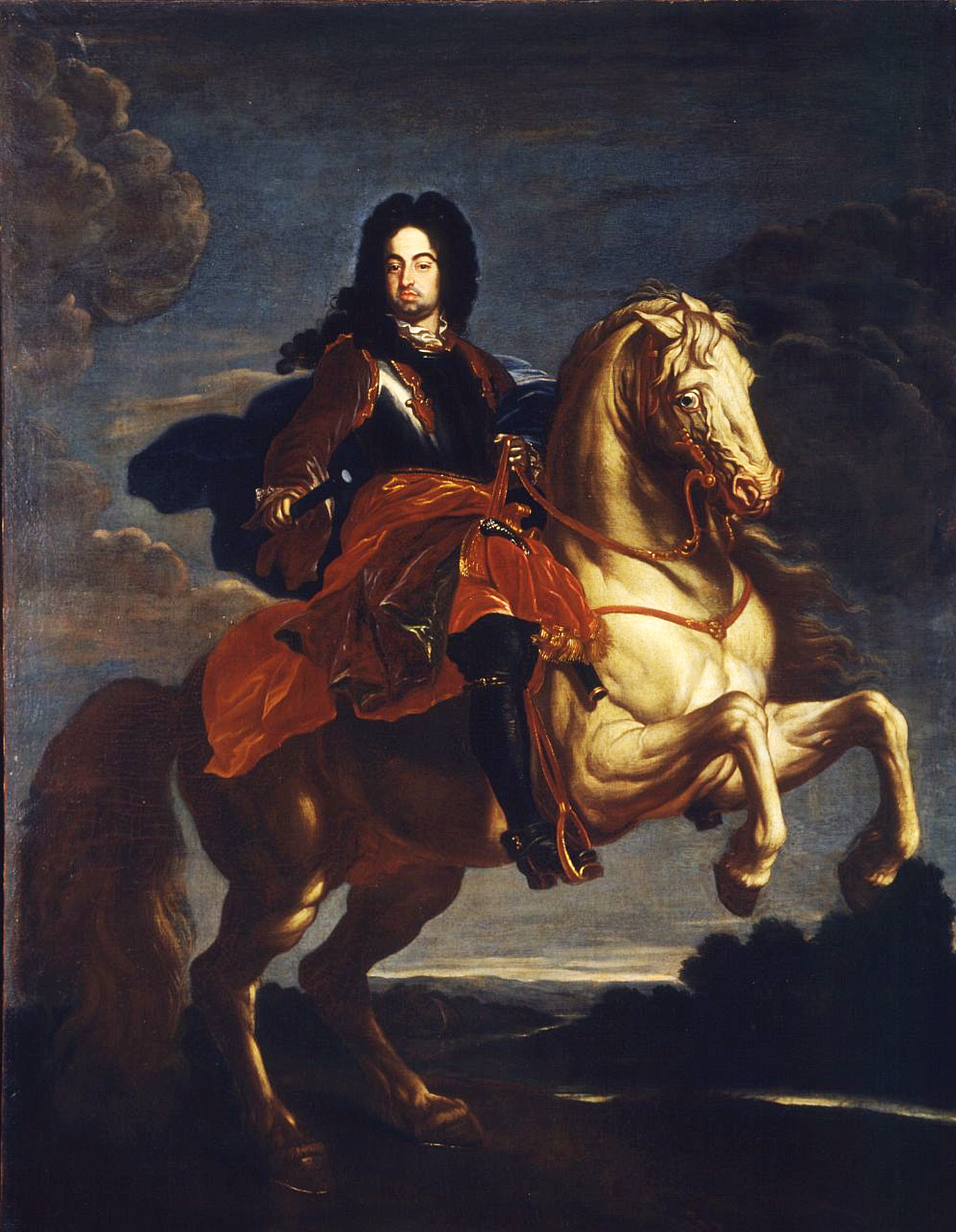
Кінний портрет герцога Франческо Фарнезе, 1705-1709, італійська художниця Джованні Марія делле Піане.
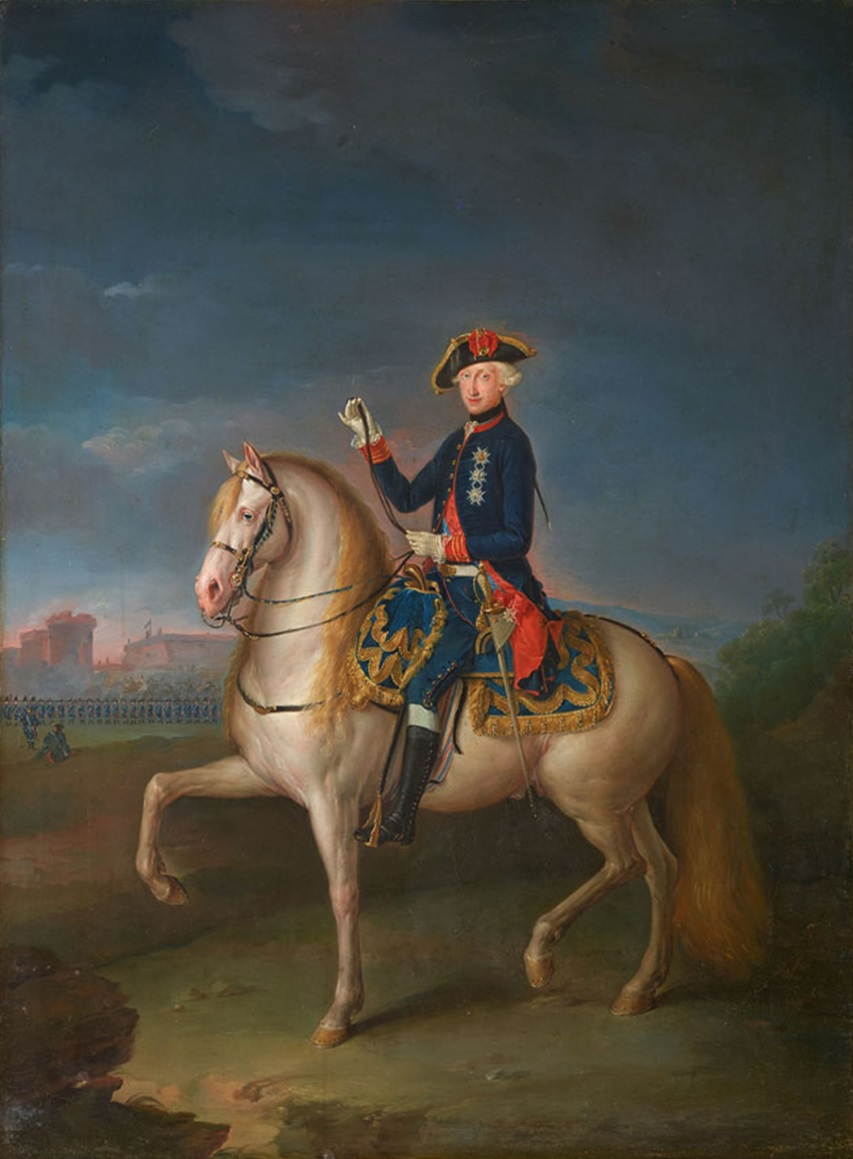
Кінний портрет Фердинанда І, 1771, італійський художник Франческо Ліані.
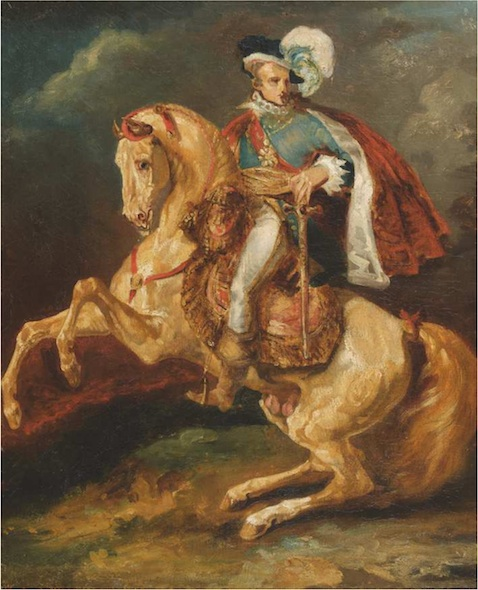
Кінний портрет Жерома Бонапарта, 19 ст., Теодор Жеріко.